# Rivière Ouiatchouaniche
Ne doit pas être confondu avec Rivière Ouiatchouan ou Rivière Ouananiche.
La rivière Ouiatchouaniche est un affluent du lac Saint-Jean, coulant successivement dans le territoire non organisé de Lac-Ashuapmushuan, la municipalité de Sainte-Hedwidge et la ville de Roberval, dans la municipalité régionale de comté (MRC) du Domaine-du-Roy, dans la région administrative de Saguenay–Lac-Saint-Jean, dans la province de Québec, au Canada.
La partie supérieure de la vallée de la rivière Ouiatchouaniche est desservie par des routes forestières.
La sylviculture constitue la principale activité économique de la partie supérieure et intermédiaire de cette vallée; l'agriculture, dans la partie inférieure, hormis la zone urbaine près de l'embouchure.
La surface de la rivière Ouiatchouaniche est habituellement gelée du début de décembre à la fin mars, sauf les zones de rapides; toutefois la circulation sécuritaire sur la glace se fait généralement de la mi-décembre à la mi-mars.[réf. nécessaire]

## Géographie
La rivière Ouiatchouaniche tire sa source au lac Quentin (longueur: 0,38 km; altitude: 387 m) dans le territoire non organisé de Lac-Ashuapmushuan. Ce lac est surtout alimenté par la décharge (venant de l'est) du lac Couture et la décharge (venant du sud) d'un lac non identifié. Cette source est située à:
- 12,0 km à l'ouest du lac des Commissaires;
- 40,2 km au sud-ouest du centre du village de Chambord;
- 43,3 km au sud-ouest de l'embouchure de la rivière Ouiatchouaniche[2].

À partir de sa source, la rivière Ouiatchouaniche coule sur 65,7 km avec une dénivellation de 286 m, selon les segments suivants:
Cours supérieur de la rivière Ouiatchouaniche (segment de 22,3 km)
Note: En zone forestière.
- 7,8 km vers le nord en traversant un petit lac, en recueillant la décharge (venant de l'ouest) du lac Surprise, en traversant le lac Gareau (longueur:  0,74 km; altitude: 375 m) et en traversant le lac Thomas-James (longueur:  2,1 km; altitude: 362 m), jusqu'à son embouchure;
- 5,5 km vers le nord en recueillant la décharge (venant de l'ouest) d'un ensemble de lacs dont le Lac Sainte-Croix, en traversant un des lacs Jumeaux, jusqu'à la décharge du Lac Long d'Été et du Lac de l'Est;
- 9,0 km d'abord en serpentant vers le nord-ouest jusqu'à la décharge (venant du sud-ouest) d'un petit lac; puis en serpentant vers le nord, en recueillant successivement la décharge (venant du sud) du Lac du Seuil, la décharge (venant de l'ouest) d'un lac non identifié, la décharge (venant de l'est) d'un ruisseau, la décharge (venant du sud) d'un lac non identifié, la décharge (venant de l'est) d'un ruisseau, la décharge (venant du nord) d'un petit lac, la décharge (venant du sud) d'un autre lac, jusqu'à un ruisseau (venant du sud-ouest);

Cours intermédiaire de la rivière Ouiatchouaniche en amont du barrage (segment de 20,1 km)
Note: En zone forestière.
- 6,5 km vers le nord en serpentant, en recueillant la décharge (venant du sud) d'un lac, en recueillant un ruisseau (venant de l'Ouest);
- 6,5 km vers le nord en recueillant un ruisseau (venant de l'est) en traversant des zones de marais, jusqu'à la rive sud du lac Edmond;
- 7,1 km vers le nord en traversant subséquemment le lac Edmond (longueur: 0,9 km; altitude: 303 m) et le lac Vallée (longueur: 3,8 km; altitude: 303 m) lequel est formé par l'élargissement de la rivière et est entouré de marais, jusqu'à son embouchure, soit le barrage "La Petite Chute". Note: Le lac Vallée reçoit la décharge (venant de l'ouest) du Lac Saint-Pierre.

Cours intermédiaire de la rivière Ouiatchouaniche (entre le barrage et le village) (segment de 7,6 km)
Note: En zone forestière.
- 4,5 km d'abord vers l'est en traversant une série de rapides jusqu'à un coude de rivière; puis vers le nord, en recueillant la décharge (venant de l'ouest) d'un ensemble de lacs dont le lac Creux, à Aimé et Beemer, en formant un crochet vers le nord-est, jusqu'à la décharge (venant de l'ouest) du Lac du Curé;
- 1,2 km vers le nord en formant un crochet vers l'est tout en traversant une première série de rapides; puis vers le  nord en traversant une seconde série de rapides, jusqu'à un coude de rivière;
- 1,9 km vers l'est en passant au sud du village de Sainte-Hedwidge-de-Roberval, jusqu'à un coude de rivière, correspondant à un ruisseau (venant du sud-est); puis vers le nord en traversant le village, jusqu'au ruisseau Guay (venant de l'est);

Cours inférieur de la rivière Ouiatchouaniche (segment de 15,7 km)
Note: D'abord en zone forestière, puis agricole.
- 6,3 km vers le nord, en formant une boucle vers l'ouest, jusqu'à un coude de rivière;
- 1,8 km vers le nord-est en entrant en zone agricole, tout en traversant des îlots de forêt, jusqu'à un coude de rivière;
- 7,6 km vers l'est en formant quelques serpentins et traversant quelques rapides en formant une grande courbe vers le nord, en coupant la rue Saint-Dominique, le boulevard Marcotte, le boul. Horace-J.Beemer, le chemin de fer et le boulevard Saint-Joseph, jusqu'à son embouchure[2].

La rivière Ouiatchouaniche se déverse sur rive sud-ouest du lac Saint-Jean. Cette confluence est située du côté nord de la ville de Roberval, soit à:
- 6,2 km au sud-est du centre du village de Pointe-Bleue;
- 15,9 km au nord-ouest du centre du village de Chambord[2].

À partir de l’embouchure de la rivière Ouiatchouaniche, le courant traverse le lac Saint-Jean sur 34,5 km vers le nord-est, emprunte le cours de la rivière Saguenay via la Petite Décharge sur 172,3 km vers l'est jusqu’à Tadoussac où il conflue avec l’estuaire du Saint-Laurent.

## Usage du territoire
Le sud du bassin est situé en zone forestière. À partir de la limite sud de Sainte-Hedwidge, la rivière coule des territoires agroforestier qui ne sont pas en culture. Finalement, les derniers kilomètres en aval sont situés en zone agricole, bien qu'ils ne soient pas en culture. La rivière traverse deux agglomérations urbaines, soit Sainte-Hedwidge et Roberval.
La seule aire protégée le long du cours d'eau est l'habitat du rat musqué du Lac Vallée (77 ha). La rivière sert aussi de limite à la zec de la Lièvre.

## Toponymie
Le terme « Ouiatchouaniche » est d'origine innu; il est un diminutif de « Ouiatchouan ». Ce dernier terme s'avère le nom d'une rivière se déversant dans le lac Saint-Jean à 9,9 km au sud-ouest. Localement, ce cours d'eau est désigné « Rivière du Tremblay ». La deuxième partie du terme « Ouiatchouaniche » peut aussi ressembler à « Ouananiche », qui s'avère le nom d'une rivière dont la confluence avec le lac Saint-Jean est à 7,9 km au sud-ouest,.
Lors d'un voyage d'exploration de 1732, l'arpenteurs Joseph-Laurent Normandin signale dans son rapport la « Petite rivière 8iatch8anonchiche ». Ce nom se traduit par la petite « rivière où est le courant ». Les Journaux de la Chambre d'Assemblée du Bas-Canada de l'année 1823-1824 indiquent Ouigatshouanish. Anciennes variantes graphiques du toponyme: Ouiatchouanish, Uiatchganish et Wiatshunanitsh,.
Le toponyme « rivière Ouiatchouaniche » a été officialisé le 5 décembre 1968 à la Banque des noms de lieux de la Commission de toponymie du Québec. 